# 下福尔尼
下福尔尼（義大利語：Forni di Sotto）是意大利乌迪内省的一个市镇。总面积93.54平方公里，人口675人，人口密度7.2人/平方公里（2009年）。ISTAT代码为030042。